# Elatostema annulatum
Elatostema annulatum är en nässelväxtart som beskrevs av H. Winkl.. Elatostema annulatum ingår i släktet Elatostema och familjen nässelväxter. Inga underarter finns listade i Catalogue of Life.